# Lévi Noël
Pour un article plus général, voir Abus sexuels sur mineurs dans l'Église catholique au Canada.
Lévi Noël est un prêtre catholique canadien pédophile condamné en 2010 à 8 ans de prison.

## Historique
Des correspondances, dès le début des années 1960, entre des membres de l’Église catholique dont l'évêque Valéry Vienneau, attestent d'allégations d’abus dans les paroisses où Lévi Noël travaillait. À la suite de ces échanges le prêtre était, dans plus d’une demi-douzaine de cas, déplacé dans une nouvelle communauté
.
En 2010, Lévi Noël est condamné à huit ans de prison à la suite de 22 accusations concernant des cas de grossière indécence et d'attentats à la pudeur. Les agressions se sont produites de 1958 à 1981 sur 18 garçons âgés de 8 à 16 ans. Certains enfants ont subi les agressions du prêtre pendant plusieurs années,.
En 2012, le Vatican radie Lévi Noël, il redevient ainsi un simple laïc.
Lévi Noël est mort le 13 mai 2016 à l'âge de 89 ans alors qu'il vivait, dans une résidence pour personnes âgées, au Québec.
En 2016, une tentative d'entente à l'amiable entre Conrad Brideau victime du prêtre Lévi Noël et le diocèse de Bathurst a échoué ce qui rend un procès inévitable.

## Documentaire
- Le Silence, réalisé par Renée Blanchar en 2020, évoque plusieurs affaires de prêtres pédophiles en Acadie dont celles de Camille Léger et Lévi Noël[6].